# Axel Calissendorff
Sven Axel Rolf Calissendorff, född 25 maj 1953 i Engelbrekts församling, Stockholms stad, är en svensk advokat.

## Biografi
Calissendorff är son till advokaten Gotthard Calissendorff och är gift med det tidigare justitierådet Kerstin Calissendorff. Under flera år var han verksam som delägare i advokatbyrån Mannheimer Swartling där han bland annat varit exekutiv delägare åren 1993-1994 och chef för M&A-gruppen åren 1997-2004. Åren 2001–2004 var han ordförande i Sveriges Advokatsamfund. Åren 2005–2013 var han delägare i den finska advokatfirman Roschier. Han grundade Roschiers kontor i Stockholm och var fram till 2011 dess managing partner och 2009–2012 även hela Roschiers senior partner. Han har sedan 2013 varit partner i Calissendorff Advokatbyrå. Calissendorff var hovauditör 2009–2021.